# Macrocera testacea
Macrocera testacea är en tvåvingeart som beskrevs av Philippi 1865. Macrocera testacea ingår i släktet Macrocera och familjen platthornsmyggor. Inga underarter finns listade i Catalogue of Life.